# За родину (оккупационная немецкая газета)
Газета «За родину» — одно из крупных немецких русскоязычных периодических изданий на оккупированной территории СССР в годы Великой Отечественной войны, выходившее с осени 1942 года (Псков) до лета 1944 года (Ревель), большую часть времени издавалось в Риге. Далее, по утверждению историка Кирилла Александрова, «с конца 1944 по 7 мая 1945 (№ 56/779) газета издавалась в Виндаве (Вентспилс, Курляндия) для русских добровольцев и беженцев. С конца января 1945 газета получила подзаголовок: „Орган уполномоченного на Курляндском фронте Главнокомандующего вооружёнными силами КОНР“».
Была одной из основных региональных газет захваченного немцами Северо-Запада РСФСР, одновременно одной из многочисленных оккупационных газет с аналогичным названием. По тематике схожа со смоленской газетой «Новый путь» и орловской «Речь».

## Владельцы газеты и её подчинённость
Газета «За родину» находилась, как и «Новый путь», в ведении Управления пропаганды (отдел печати) северного участка фронта, по утверждению коллаборациониста Ростислава Полчанинова, курировали газету зондерфюреры. Один из редакторов газеты утверждал следующее:

Так, например, газета «За родину», где работал я была подведомственна ОКВ (Верховному Командованию Вермахта) и пропагандировала Власова и его «движение» когда никто о нём ничего ещё и не слышал (потом сверху запретили), а «Новое Слово» контролировалось геббельсовской конторой и о Власове полслова написать запрещалось.— Стенрос-Макриди, газета «Наша страна» от 01.012.14, № 2981

## Содержание
Газета «За родину» публиковала обычные для оккупационной газеты материалы: хроника военных действий, состояние советской армии, экономические успехи Германии, восстановление хозяйства оккупированных земель, культура, обучение и воспитание молодежи, история, коллаборационизм, антисемитизм. В качестве приоритетной редакция выделяла тему «На фронтах освободительной войны». Вплоть до 18 октября 1943 г. её вёл военный обозреватель газеты Андрей Климов, материалы которого о победах Германии и поражениях СССР помещались на первой полосе. Историк Борис Ковалёв в книге «Повседневная жизнь населения России в период нацистской оккупации» утверждал, что в оккупационной немецкой газете «За родину», в основном, публиковались статьи антисоветской, реже антисемитской направленности, например, «Наш долг — бороться с большевизмом», «Боевая доблесть русских добровольцев на Западе». Существовала рубрика «Беседы с Домной Евстигнеевной», в которой деревенская богобоязненная старушка стилизованным под просторечие языком высказывала антисемитские и антибольшевистские призывы. Газета публиковала объявления о наборе в хорошо оплачиваемые карательные отряды.
В 1943 году газету «За родину» в сопровождении нескольких десятков немецких офицеров старших чинов, посещал генерал А. А. Власов, газета, в свою очередь, подробно освещала его поездку, однако до этого момента газета «За родину» игнорировала существование как РОД, так и РОА, постепенно газета становилась важным пропагандистским ресурсом для РОА.
В новостях культуры рассказывалось о перешедших на сторону гитлеровцев советских гражданах, например, заслуженном артисте РСФСР Михаиле Дудко, или о воссозданном немцами псковском Малом театре. Проводился обзор духовной жизни, например, публиковались воззвания так называемого Архиерейского совещания в Риге, материалы с фотографиями Сергия (Воскресенского), давались объявления о панихидах по убитым партизанами церковнослужителям. В целом, по выводу историка Бориса Ковалёва, большинство материалов носило явный или завуалированный пропагандистский характер.

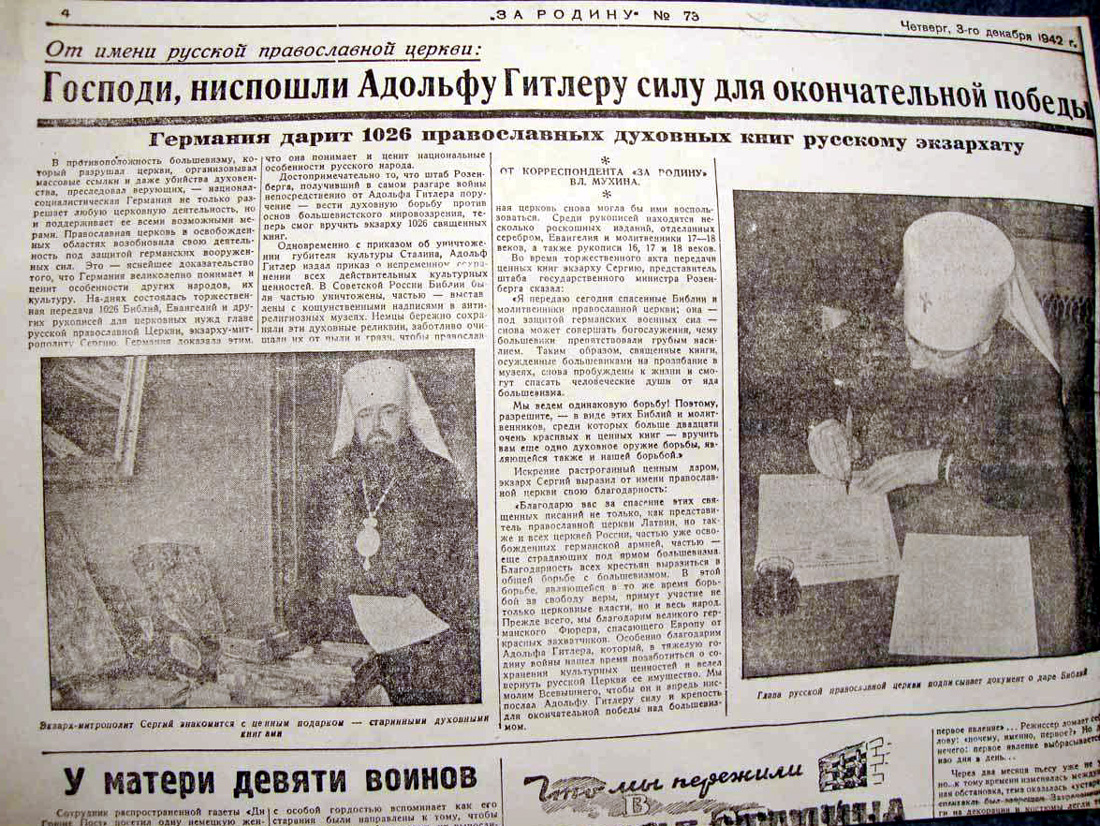
Страница псковско-рижской газеты «За родину», на фото — Сергий (Воскресенский)

Исследователь из Мюнхена Игорь Петров отмечает, что в свободном доступе есть фотографии псковско-рижской газеты «За родину» с оригинальными названиями статей, например, «От имени Русской православной церкви. Господи, ниспошли Адольфу Гитлеру силу для окончательной победы». Немецкий профессор Хасс Герхарт указывал на то, что газетой искажались показания отчётности по угону граждан СССР на работу в Германию и для оккупационных властей.
Историк Олег Будницкий утверждал, что не все сотрудники газеты «За родину» писали статьи против евреев, в этом отношении историк и издатель отмечал статьи Осиповой (Поляковой), но обращал внимание и на публикации таких антисемитов, как Борис Филистинский.
Статьи и материалы «За родину» публиковались в оккупационной газете «Обзор русских газет», которая выходила в оккупированном Пскове.

## Сотрудники газеты
В основном, в газете работали советские коллаборационисты. С целью создания видимости большего штата редакции, сотрудники писали под разными псевдонимами, были и те, кто не скрывали своего авторства.

### Редакторы
- Одним из редакторов газеты «За родину» был Анатолий Петров (Ф. Т. Лебедев)[21], бывший редактор советской газеты «Псковский Колхозник», что отражалось на стиле его коллаборационных статей, по мнению историка Бориса Ковалёва, «просто-напросто в одном месте шли славословия в адрес человека с большими усами, а в другом случае шли славословия в адрес человека с маленькими аккуратными усиками под носом»[22].

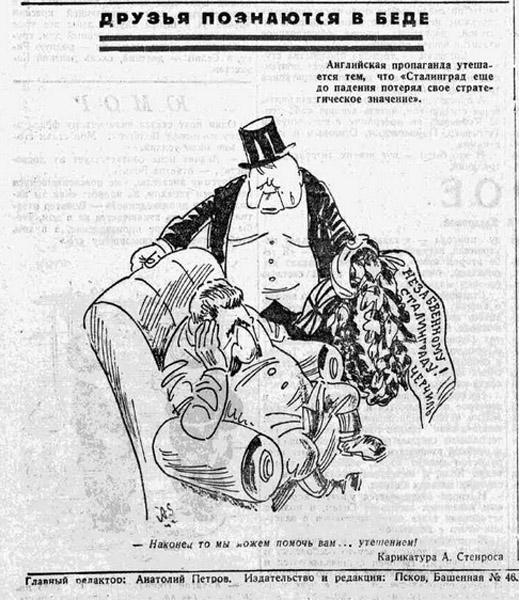
Карикатура художника-коллаборациониста Анатолия Стенроса в газете «За родину» № 16 (27.09.1942).

- Последним редактором газеты «За родину» был Анатолий Григорьевич Стенрос (наст. Макриди)[24], художник-иллюстратор по профессии[25], впоследствии отступивший с немцами[26].

### Журналисты и авторы
- Осипова Лидия Тимофеевна (наст. Полякова Олимпиада Георгиевна), автор статей, по некоторым сведениям, была одним из редакторов[27].
- Осипов Николай Иванович (наст. Поляков Николай Николаевич) — автор статей, муж Олимпиады Поляковой[28], по мнению Будницкого О. В. и Зелениной Г. С., публиковался под псевдонимом Т. Лютов[29].
- Пирожкова Вера Александровна, сотрудник редакции[30], в 1993—1995 читала лекции в МГУ и СПбГУ, с 1995 жила в Санкт-Петербурге, автор книги «Потерянное поколение»[31].
- Борис Андреевич Филистинский — автор статей[32].
- Дмитрий Кончаловский, автор статей[33]
- «Огроменко» (наст. Хроменко) Григорий Денисович, журналист[34], первый редактор газеты «Новое время»[35].
- Сергей Иванович Климушин — был сотрудником псковского отдела редакции рижской газеты «За Родину»[36].
- Игорь Свободин — журналист, автор статей, по утверждению историка Бориса Ковалёва был казнён партизанами через повешение, однако историк Олег Будницкий считает это недоказанным фактом[37], по другим сведениям Свободин умер в эмиграции.
- Татьяна Николаевна Макриди — секретарь газеты «За родину», жена главного редактора Макриди (Стенроса)[38], двоюродная племянница белого генерала М. Г. Дроздовского.
- Краснов, Пётр Николаевич — генерал, сотрудник газеты[39].
- Хильда Алева — снабжала газету «За Родину» детскими стишками и сказками, псевдоним «Тетя Маня»[40].

## Воспоминания
Одна из очевидцев, Лидия Осипова, так в своём опубликованном дневнике описывает ситуацию с газетой «За родину»:

Мы в Риге. В настоящей загранице… Здесь я и Коля имеем настоящую работу в настоящей газете. Газета «За Родину». Пережила два этапа развития. Первый, когда в ней владычествовал Игорь Свободин. Псевдоним немца, ни слова не знавшего по-русски. Газеты была просто нацистским листком и наполнялась бредом Свободина. Она совершенно не читалась и даже немцам, наконец, стало ясно, что вести газету по-прежнему нельзя. Игоря Свободина убрали. Появился новый штат сотрудников, русских. Газета добилась относительной независимости и скоро приобрела влияние Среди русского населения. Газета выходит ежедневно… Номер стоит 5 пфеннигов. Но в некоторых областях как Минск, Витебск она продаётся из-под полы за 5 марок (за) номер. Расходы, включая и гонорары сотрудников, составляют 2-2,5 тыс. марок. Остальное забирают немцы. Приятно сознавать, что газета не только не издаётся на деньги немцев, но ещё и платит им… То есть немцы грабят нас, нищих. Но этим оплачивается наша независимость. Редактор Стенрос. Из Советского Союза. Он не профессионал…, но журналистская и редакторская хватка у него есть. Сотрудники люди разные. Основное разделение — люди с убеждениями и циники. Фашистов презирают и те и другие… большинство сотрудников люди независимые… Но не всё можно писать, что хочется. Нельзя, например, ничего писать о власовской армии… Нельзя писать о национальной России. Но можно не писать того, чего писать не хочешь. Немцы не заставляют кривить душой, если не считать кривизной умалчивание. Немцы виноваты в наших умолчаниях, но не в наших высказываниях…— Сборник историка Олега Будницкого «Свершилось. Пришли немцы!»
По информации историка Окорокова указанной в тематическом исследовании «Особый фронт: немецкая пропаганда на восточном фронте в годы Второй мировой войны», очевидцы, знающие работу в редакции больше Осиповой, к примеру, Вербина, рисовали менее радужную картину:

«В редакции (Рига, газета „За родину“) работало около 40 военнопленных, среди них профессора, художники, журналисты, учителя, а также бывшие офицеры. Настроение было плохим. Никто не верил больше в поворот немецкой политики, чему немало способствовало недостойное обращение немцев с членами редакции. Незадолго до прибытия Власова разыгрался особо возмутительный инцидент: немецкий ефрейтор Кноп приказал всем работникам редакции явиться на разгрузку пропагандистского материала. Художник Борис Завалов, выдающийся художник, опоздал на пять минут, заканчивая рисунок. Кноп набросился на него, избивая дубинкой и ударами ноги. Это показание ясно показало всем, насколько бесправны были русские, как обращались их „союзники“ с ними, добровольно работавшими в антибольшевистской газете».— Стеенберг С. Власов. Мельбурн , 1974. С. 102-103)
Вера Александровна Пирожкова, сотрудница «За родину», была крайне невысокого мнения о газете:

В Риге находилась редакция газеты «За Родину», в которой я сотрудничала ещё будучи в Пскове. В ней не так давно сменился главный редактор. Нужно сказать, что до тех пор все время находили каких-то малопригодных редакторов. Один раз газета даже вышла с заголовком крупными буквами, что вот, мол, теперь наступило то благополучие, которое все время обещали коммунисты, но не создали. Это был настоящий скандал. Редактора немедленно сняли. Был это дурак или провокатор, я, конечно, не знаю. В общем же газета влачила довольно жалкое существование, но в последнее время начала быстро исправляться.— «Потерянное поколение: воспоминания о детстве и юности».

## Галерея

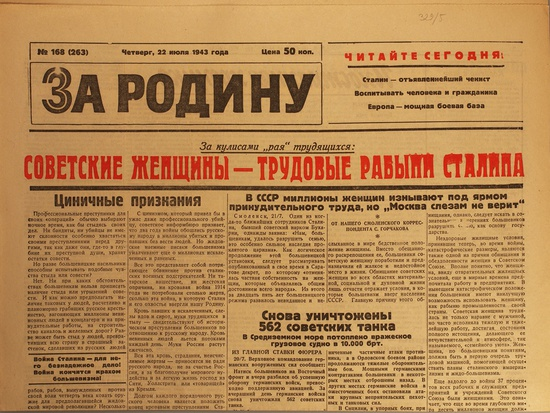
Газета «За родину» выходила в двухцветном исполнении.
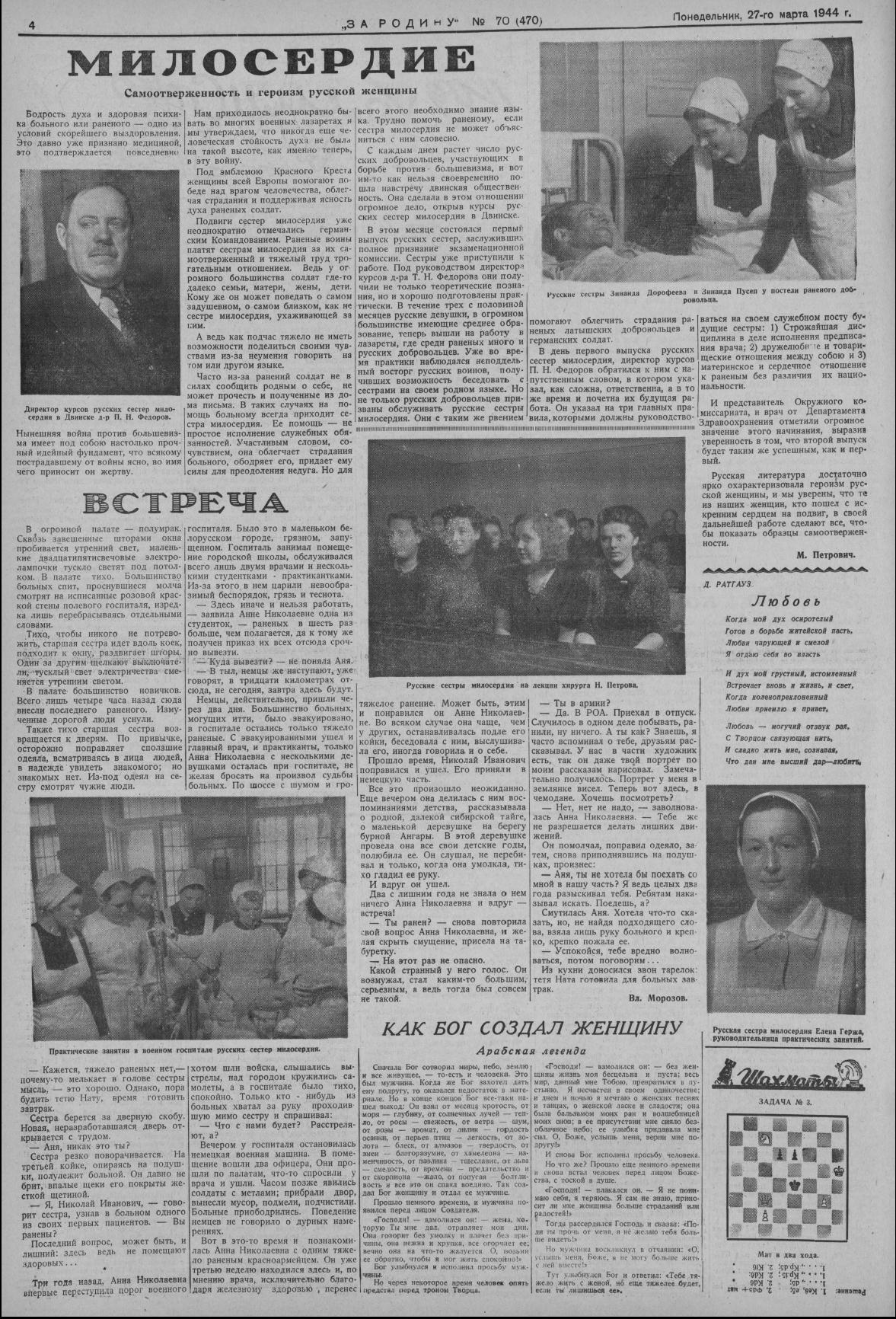
Страница, посвящённая медицинским работникам.